# 익스트랙티드
《익스트랙티드》(영어: Extracted)는 2012년 공개된 미국의 SF 영화이다.

## 출연

### 주연
- 사샤 로이즈
- 제니 몰린
- 도미닉 보가트

### 조연
- 리차드 리엘
- 닉 제임슨
- 로드니 이스트만
- 프랭크 애쉬모어
- 타이 심킨스
- 사라 톰코
- 브래드 컬버
- 오기 듀크
- 베르나르드 포처
- 로버트 루이스 스티븐슨

## 기타
- 라인프로듀서: 카밀 라브리
- 미술: 사라 M. 포트
- 배역: 데본 오그덴